# Aloysia salviifolia
Aloysia salviifolia là một loài thực vật có hoa trong họ Cỏ roi ngựa. Loài này được (Hook. & Arn.) Moldenke mô tả khoa học đầu tiên năm 1940.